# António Leal de Oliveira
António Francisco Palermo Leal de Oliveira (Faro, 1894 — 1977), com o nome frequentemente grafado António Leal d'Oliveira, foi um oficial do Exército Português, onde atingiu o posto de coronel, licenciado e doutorado em educação física pela Universidade de Gand (Bélgica). Foi o primeiro subdirector do Instituto Nacional de Educação Física e uma das figuras mais influentes na discussão metodológica que em meados do século XX dividiu em Portugal os defensores da educação física e do desporto. Esteve envolvido, desde o início da década de 1930, com muitas outras figuras da educação física e da pedagogia, na realização de um curso superior de educação física concebido nos moldes do Instituto de Estocolmo, que funcionou na Sociedade de Geografia de Lisboa.

## Biografia
Depois de ter frequentado a Escola do Exército e ingressado na carreira de oficial do Exército Português, dedicou-se à educação física, frequentando os cursos de equitação e de esgrima do Exército.
Decidindo prosseguir uma carreira de ensino da educação física, inscreveu-se no Curso Normal de Educação Física, na Escola Normal Superior de Lisboa, mas insatisfeito com a qualidade de ensino ministrado transferiu-se para o Instituto Superior de Educação Física da Universidade de Gante, na cidade belga de Gante, onde concluiu a licenciatura em 1927 e o doutoramento em 1929. Foi naquela cidade pensionista do Estado, seguindo depois, na mesma condição, para a Suécia, onde estudou a utilização da ginástica sueca na educação física.
Regressou a Portugal, sendo colocado na Comissão Superior de Educação Física do Exército. Iniciou então um movimento de opinião visando a criação de uma instituição específica de formação de professores de educação física em Portugal. Não conseguindo de imediato obter a criação de uma escola oficial, foi um dos fundadores da Escola Superior de Educação Física da Sociedade de Geografia de Lisboa, que funcionou de 1930 a 1940 tendo por base o método de Ling. Apesar da criação desta escola, manteve a campanha no sentido de ser criada uma instituição oficial que assumisse e alargasse aquela formação.
Quando em 1940 foi criado o Instituto Nacional de Educação Física (INEF), muito em resultado da sua persistente acção, foi nomeado seu primeiro subdirector, mas exerceu interinamente, em várias ocasiões, o cargo de director. A instituição foi o primeiro estabelecimento oficial português de ensino destinado à formação de professores de educação física, antecessora da actual Faculdade de Motricidade Humana, e tinha como finalidade instituir um centro de estudos científicos e da prática racional da Educação. Continuadora do trabalho da Escola Superior de Educação Física da Sociedade de Geografia de Lisboa, foi um viveiro de professores que se dedicaram em dar ao método de Ling uma projecção teórico-prática escolar e clubística, com grandes êxitos internacionais.
Manteve-se ligado à educação física até falecer, tendo intervenção destacada em diversas instituições internacionais, com destaque para a vice-presidência (1953-1958) e presidência (1958-1970) da Federação Internacional de Educação Física (FIEP - Fédération Internationale d'Éducation Physique). Participou em Julho de 1966 no III Congresso Luso-Brasileiro de Educação Física, realizado em Luanda. Foi até falecer presidente honorário da FIEP.

## Condecorações
- Oficial da Ordem Militar de Avis de Portugal (5 de outubro de 1930) [9]
- Comendador da Ordem Militar de Avis de Portugal (10 de agosto de 1942) [9]
- Comendador da Ordem da Instrução Pública de Portugal (4 de abril de 1967) [10]

## Obras publicadas
- Subsídios para a localização de Farrobilhas, antigo porto do termo de Loulé / Leal de Oliveira. Faro : [s.n.], 1978.
- Technique et analyse des exercices de relaxation neuro-musculaire : travail présenté au 2éme Congrés Latin d' Education Physique. Lisbonne : [s.n.], 1956.
- Alguns problemas da educação física e desporto mundiais. Lisboa : [s.n.], 1963.
- A F.I.E.P. e a Educação Física Mundial. Lisboa : Soctip, 1968.
- O congresso mundial de educação física de Istambul. Lisboa : Tip. Comp. Nac. Editora, 1954.
- O papel dos exercícios físicos na formação da Nacionalidade e na vida do Império Português. [S.l. : s.n.], 1940.
- A linguíada. [S.l. : s.n.], 1942.
- A Escola de Educação Física do Exército : discurso. [S.l. : s.n.], 1933.
- Manual de ginástica (com desenhos de Abílio Meireles). Lisboa : Liv. Rodrigues, 1947.
- A segunda linguíada. [S.l. : s.n.], 1950.
- Comunicado extraordinário do delegado da F.I.G.L. 2 de Abril de 1951. [S.l. : s.n., 1951.
- Quelques aspects de l'apprentisage en education phisique. Lisboa : Comp. Nacional Editora, 1953.
- A ginástica especialmente correctiva da atitude corporal. [S.l. : s.n.], 1948.
- O Congresso da Liga Francesa de Educação Física e da Sociedade Francesa de Cinesiologia de Bordéus, em 1938. Lisboa : [s.n.], 1939.
- Reflexões sobre os Jogos Olímpicos de 1936. Lisboa : [s.n.], 1938.
- Considerações sobre métodos e sistemas de ginástica. [S.l. : s.n.], 1934.
- O sétimo Congresso Internacional de Educação Física em Bruxelas e outra viagem de estudo à Suécia. [S.l. : s.n.. 1936.